# Cassia hintonii
Cassia hintonii är en ärtväxtart som beskrevs av Noel Yvri Sandwith. Cassia hintonii ingår i släktet Cassia och familjen ärtväxter. Inga underarter finns listade i Catalogue of Life.